# Liste der Monuments historiques in Rennes-sur-Loue
Die Liste der Monuments historiques in Rennes-sur-Loue führt die Monuments historiques in der französischen Gemeinde Rennes-sur-Loue auf.

## Liste der Immobilien
| Bezeichnung                                             | Beschreibung | Standort                 | Kennzeichnung | Schutzstatus | Datum | Bild           |
| ------------------------------------------------------- | --- | ------------------------ | ------------- | ------------ | ----- | -------------- |
| Château de Rennes-sur-Loue                              | Schloss, 18. Jahrhundert, mit Orangerie von 1829; mit der Innenausstattung, dem Park und den Stütz- und Umfassungsmauern | 16 rue du Pont (Lage)    | PA25000019    | Inscrit      | 2000  | weitere Bilder |
| Soleleitung zwischen Salins-les-Bains und Arc-et-Senans | gemauerter Düker unter der Route de Lyon (heutige N 83), um 1775; auch zu Port-Lesney und Salins-les-Bains               | südlich des Ortes (Lage) | PA25000069    | Inscrit      | 2009  |                |